# Gwidon de Dampierre
Gwidon I de Dampierre (ur. ok. 1226, zm. 7 marca 1304) – hrabia Flandrii i margrabia Namur, młodszy syn Wilhelma II z Dampierre i hrabiny Małgorzaty II, córki cesarza łacińskiego Baldwina I.

## Życiorys
Urodził się około 1226 r. Po śmierci swojego starszego brata Wilhelma podczas turnieju w 1251 r., Gwidon został współwładcą Flandrii u boku swojej matki. W tym czasie trwał konflikt między potomkami Małgorzaty z jej dwóch małżeństw, który próbował rozwiązać król Francji Ludwik IX. Potomkowie Małgorzaty z jej pierwszego małżeństwa z Bouchardem IV d’Avesnes mieli objąć rządy w Hainaut, natomiast potomkowie Małgorzaty i Wilhelma de Dampierre mieli rządzić we Flandrii. Gwidon i Małgorzata nie pogodzili się jednak z takim werdyktem i toczyli wojnę z Janem I d’Avesnes, synem Małgorzaty z pierwszego małżeństwa. Wojna zakończyła się w 1253 r. klęską Gwidona pod Walcheren. Gwidon dostał się do niewoli i przebywał tam do 1256 r., kiedy został uwolniony w wyniku mediacji Ludwika IX po rezygnacji z praw do Hainaut.
Okres rządów Gwidona to niespokojne czasy dla Flandrii. W 1270 r. na rozkaz jego matki skonfiskowano majątek angielskich kupców we Flandii (Gwidon towarzyszył wówczas Ludwikowi IX podczas VII krucjaty). Wywołało to wojnę handlową z Anglią, która przyczyniła się do ekonomicznego kryzysu hrabstwa i nadwątliła zaufanie flandryjskich kupców do swoich władców. W 1278 r. Małgorzata abdykowała i Gwidon został jedynym władcą Flandrii. Od 1268 r. był również margrabią Namur.
Ucisk podatkowy jaki panował za rządów Gwidona spowodował, że swoją szansę na zwiększenie wpływów we Flandii zobaczył król Francji Filip IV Piękny. W 1288 r. wykorzystał on niezadowolenie flandryjskich stanów i umocnił swoje zwierzchnictwo nad hrabstwem. W 1294 r. Gwidon zaaranżował małżeństwo swojej córki Filipy z następcą tronu Anglii, księciem Walii Edwardem. Wywołało to reakcję Filipa IV, który uwięził Gwidona i jego dwóch synów, i wymusił na hrabim odwołanie małżeństwa córki, która również została uwięziona i przebywała w niewoli do swojej śmierci w 1306 r. W 1296 r. oskarżenie Gwidona przed królem sprawiło, że Filip poddał kontroli królewskiej miasta Flandrii, a resztę ziem nadał Gwidonowi w lenno.
Po powrocie do swojego hrabstwa Gwidon działał dalej wbrew interesom Filipa. W 1297 r. sprzymierzył się z królem Anglii Edwardem I. W odpowiedzi Filip ogłosił włączenie Flandrii do domeny królewskiej i rozpoczął wojnę. Na północ została wysłana ekspedycja francuska pod wodzą hrabiego Artois Roberta II. 20 sierpnia 1298 r. wojska Gwidona zostały pokonane pod Furnes. Ekspedycja Edwarda na kontynent nie doszła do skutku i angielski monarcha zawarł pokój z Filipem, pozostawiając Gwidona własnemu losowi. W 1299 r. Francuzi ponownie zaatakowali Flandrię i w styczniu 1300 r. wzięli do niewoli Gwidona i jego najstarszego syna, Roberta.
Wkrótce jednak okazało się, że rządy Francuzów są również uciążliwe jak rządy Gwidona. 18 maja 1302 r. tkacze z Brugii pod wodzą Pietera de Konnincka zmasakrowali francuski garnizon (tzw. jutrznia brugijska). Powstanie rozszerzyło się na cały kraj. Wyprawa odwetowa pod wodzą Roberta d’Artois zakończyła się masakrą francuskiego rycerstwa w Bitwie Złotych Ostróg pod Courtrai 11 lipca 1302 r. Gwidon został wówczas uwolniony aby w imieniu Francji wynegocjować pokój. Jego misja nie powiodła się i w 1304 r. Francuzi ponownie zaatakowali Flandrię, niszcząc flotę buntowników pod Zierikzee i wygrywając bitwę lądową pod Mons-en-Pévèle. Gwidon ponownie znalazł się w niewoli, gdzie zmarł jeszcze w 1304 r.

## Życie prywatne
Gwidon był dwukrotnie żonaty. Jego pierwszą żoną była Matylda (zm. 8 listopada 1264), którą poślubił w czerwcu 1246 r. Matylda była córką Roberta VII, pana de Bethune. Gwidon i Matylda mieli razem pięciu synów i trzy córki:
- Maria (zm. 1297), żona Wilhelma (synem hrabiego Jülich Wilhelma IV), a następnie Szymona II de Chateauvillain
- Robert III (1249 – 17 września 1322), hrabia Flandrii
- Wilhelm (po 1249 – 1311), pan de Dendermonde i de Crevecouer, ożenił się z Alicją de Beaumont i miał dzieci
- Jan (1250 – 4 października 1290), biskup Metz i Liège
- Baldwin (1252–1296)
- Małgorzata (ok. 1253 – 3 lipca 1285), żona Jana I Zwycięskiego, księcia Brabancji
- Beatrycze (ok. 1260 – 5 kwietnia 1291), żona Florisa V, hrabiego Holandii
- Filip (ok. 1263 – listopad 1318), hrabia Teano, dwukrotnie żonaty, nie miał dzieci

Drugą żoną Gwidona była Izabela (zm. wrzesień 1298). Gwidon ożenił się z nią w marcu 1265 r. Izabela była córką Henryka V, hrabiego Luksemburga, i Małgorzaty, córki Henryka II, hrabiego Bar. Gwidon i Izabela mieli razem trzech synów i pięciu córki:
- Beatrycze (zm. 1307), żona Hugona II, hrabiego Blois
- Małgorzata (zm. 1311), żona Aleksandra Szkockiego i Renalda I, hrabiego Geldrii
- Izabela (zm. 1323), żona Jana de Fiennes, pana de Tingry
- Filipa (zm. 1306)
- Jan I (1267–1330), margrabia Namur
- Gwidon z Namur (zm. 1311), pan de Ronse
- Henryk (zm. 6 listopada 1337), hrabia Lodi, ożenił się z Małgorzatą z Kliwii, miał dzieci
- Joanna (zm. 1296), zakonnica w Flines